# Ozero Devinskoje
Ozero Devinskoje (ryska: Озеро Девинское) är en sjö i Belarus.   Den ligger i voblasten Vitsebsks voblast, i den nordöstra delen av landet, 200 km nordost om huvudstaden Minsk. Ozero Devinskoje ligger 154 meter över havet. Arean är 1,5 kvadratkilometer. Den sträcker sig 4,0 kilometer i nord-sydlig riktning, och 2,6 kilometer i öst-västlig riktning.
I omgivningarna runt Ozero Devinskoje växer i huvudsak blandskog. Runt Ozero Devinskoje är det ganska tätbefolkat, med 104 invånare per kvadratkilometer.